# Gerd Gross
Gerd Gross (* 11. Juni 1948 in Stuttgart) ist ein deutscher Dermatologe, Venerologe und emeritierter Professor.

## Leben und Wirken
Gross legte 1967 das Abitur am Humanistischen Karls-Gymnasium in Stuttgart ab. Nach Ableistung des Wehrdienstes studierte er von 1969 bis 1976 Biologie und Humanmedizin an den Universitäten Stuttgart-Hohenheim und Freiburg.
1976 promovierte er an der Albert-Ludwigs-Universität Freiburg mit der Dissertation: Untersuchungen zur Diagnostik von Infektionen mit Herpes-simplex-Virus hominis. Während der Assistenzarztzeit arbeitete er von 1978 bis 1986 als wissenschaftlicher Assistent an der Univ.-Hautklinik Freiburg unter Erwin Schöpf und am Virologischen Institut/Zentrum für Hygiene der Univ. Freiburg (1978–1979) bei Harald zur Hausen. Nach erfolgreichem Abschluss der Facharztweiterbildung erwarb er 1983 den Facharzttitel für Dermatologie und Venerologie, 1986 die Zusatzbezeichnung Allergologe. 1986 erhielt er ein Heisenberg-Stipendium und habilitierte sich im selben Jahr mit der Habilitationsschrift: Morphologische und immunologische Untersuchungen an Papillomvirusinfektionen der Haut und der genitoanalen Schleimhäute.
Von 1987 bis 1996 arbeitete er als leitender Oberarzt (C3-Professur) an der Univ.-Hautklinik des Universitätskrankenhauses Eppendorf (Direktor Theodor Nasemann, ab 1991 Johannes Ring).
1996 erfolgte der Ruf auf die C4-Professur der Universität Rostock als Direktor der Universitätsklinik und Poliklinik für Dermatologie und Venerologie. 2013 wurde er emeritiert. Er wirkte entscheidend mit bei der Erstellung der S3-Leitlinie zur Impfprävention HPV-assoziierter Neoplasien.
Gross hat einen Sohn und eine Tochter aus erster Ehe.

## Funktionen
- 1998–2010 Präsident der Deutschen STD-Gesellschaft (ehemals Gesellschaft zur Bekämpfung der Geschlechtskrankheiten) (STD=Sexually Transmitted Disease)
- 2002–2007 Vorsitzender der Norddeutschen Dermatologischen Gesellschaft
- seit 2002 Stellv. Vorstandsmitglied, 2006–2010 stellv. Vorstandsvorsitzender der Paul-Ehrlich-Gesellschaft für Chemotherapie e.V.; Leiter der Sektion Antivirale Chemotherapy
- seit 2002 Editorial board member: Journal of the European Academy of Dermatology and Venereology, Ärztliche Praxis Dermatologie Allergologie, Ärztliche Praxis Gynäkologie, Chemotherapie Journal, Section Editor (Deutsche STD-Gesellschaft) „Der Hautarzt“
- seit 2010 Stellv. Vorsitzender der Deutschen STD-Gesellschaft (heute: STI-Gesellschaft) (STI=Sexually Transmitted Infection)[1][4]

## Ehrungen
- Ehrenmitglied der Polish Society of Dermatology
- Ehrenmitglied der Hungarian Society of Venereal Diseases
- Ehrenmitglied der Baltic Association of Dermatology and Venereology (BADV)
- Correspondent Member of the Dermatological Society of Chile
- Correspondent Member of the Colposcopic Society of Chile[1]

## Wissenschaftliche Mitgliedschaften
- Deutsche Dermatologische Gesellschaft (DDG)
- Arbeitsgemeinschaft Dermatologische Infektiologie (ADI)
- Arbeitsgemeinschaft Dermatologische Histologie (ADH)
- European Society for Dermatological Research (ESDR)
- European Academy of Dermatology and Venereology (EADV)
- International Society of Dermatology (ISD)
- International Union for Sexually Transmitted Diseases (IUSTI)
- Deutsche AIDS Gesellschaft (DAIG)
- Deutsche Krebsgesellschaft (DKG)
- Deutsche Dermatologische Lasergesellschaft (DDL)
- Deutsche Gesellschaft für Infektiologie (DGI)
- Deutsche Gesellschaft für Allergologie und klinische Immunologie (DGAKI)[5]

## Veröffentlichungen (Auswahl)
- Gerd Gross, Manfred Hagedorn, Hans Ikenberg, Theodor Rufli, Catherine Dahlet: Bowenoid Papulosis: Presence of Human Papillomavirus (HPV) Structural Antigens and of HPV 16-Related DNA Sequences. In: Archives of Dermatology. Band 121, Nr. 7, 1. Juli 1985, ISSN 0003-987X, S. 858–863, doi:10.1001/archderm.1985.01660070048013.
- Gerd Gross, Hans Ikenberg, Lutz Gissmann, Manfred Hagedorn: Papillomavirus Infection of the Anogenital Region: Correlation Between Histology, Clinical Picture, and Virus Type. Proposal of a New Nomenclature. In: Journal of Investigative Dermatology. Band 85, Nr. 2, 1. August 1985, ISSN 0022-202X, S. 147–152, doi:10.1111/1523-1747.ep12276576 (sciencedirect.com [abgerufen am 16. Dezember 2021]).
- G. Gross, L. Gissmann, P. Hillemanns, H. Ikenberg, A. M. Kaufmann: [Prevention of HPV-associated neoplasias by vaccination – short version of the German S3 (level 3) guideline]. In: Deutsche Medizinische Wochenschrift (1946). Band 135, Nr. 21, Mai 2010, ISSN 1439-4413, S. 1083–1086, doi:10.1055/s-0030-1253704, PMID 20486060.
- G. Gross, R. Barrasso: Human papilloma virus infection : a clinical atlas. Ullstein-Mosby, Wiesbaden / Berlin 1997, ISBN 3-86126-117-0.[6]
- G. Gross, G. von Krogh: Human Papillomavirus Infections in Dermatovenereology. CRC-Press, Boca Raton / New York / London / Tokyo 1997, ISBN 0-8493-7356-5.[7]
- G. Gross, Hans Wilhelm Doerr: Herpes zoster : recent aspects of diagnosis and control. Karger, Basel 2006, ISBN 1-4294-6835-1 (google.de [abgerufen am 16. Dezember 2021]).
- Sexually Transmitted Infections and Sexually Transmitted Diseases. 2011, doi:10.1007/978-3-642-14663-3 (springer.com [abgerufen am 21. Dezember 2021]).
- G. Gross, N. Becker, N. H. Brockmeyer, S. Esser, U. Freitag, M. Gebhardt, L. Gissmann, P. Hillemanns, H. Grundhewer, H. Ikenberg, H. Jessen, A. Kaufmann, S. Klug, J. P. Klußmann, A. Nast, D. Pathirana, K. U. Petry, H. Pfister, U. Röllinghof, P. Schneede, A. Schneider, E. Selka, S. Singer, S. Smola, B. Sporbeck, M. von Knebel Doeberitz, P. Wutzler.: Vaccination against HPV-Associated Neoplasias. Recommendations from the Current S3 Guideline of the HPV Management Forum of the Paul-Ehrlich Society – AWMF Guidelines. In: Geburtshilfe und Frauenheilkunde. Band 74, Nr. 03. Georg Thieme Verlag, 9. April 2014, ISSN 0016-5751, S. 233–241, doi:10.1055/s-0033-1360170, PMID 27064858, PMC 4812874 (freier Volltext).
- Gerd Gross: Genitoanal Human Papillomavirus Infection and Associated Neoplasias. In: Human Papillomavirus. Band 45, 2014, S. 98–122, doi:10.1159/000358423, PMID 24643181 (karger.com [abgerufen am 16. Dezember 2021]).